# Ferekid sa Sirosa
Ferekid sa Sirosa (grčki: Φερεκύδης) bio je antički grčki filozof, koji se rodio na cikladskom otoku Sirosu i djelovao u 6. stoljeću pr. Kr.
Ferekid je poznat po svom glavnom djelu Pentemychos ili Heptamychos (Pećina sa 
sedam skrovišta), koje je jedno od najranijih proznih djela grčke književnosti i koje 
predstavlja važni prijelaz s mitološke na predsokratsku filozofsku misao.U tom djelu Ferekid se koristio mitološkim predstavama kako bi izložio svoju filozofsku misao. Njegovo spis kao cjelina danas ne postoji, sačuvani su samo pojedini dijelovi, ali u 
dovoljnom broju, tako da se može u glavnim crtama shvatiti bit Ferekidove misli. 
Aristotel je u svojoj Metafizici ocrtao Ferekidovo djelo kao mješavinu mitologije i filozofije.

## Djelo
Ferekid izlaže svoju historiju svijeta istodobno racionalizirajući grčka božanstva. Vrhovni bog po njemu nije Zeus, nego Zas (Ζάς = onaj koji živi). Njegov je otac titan Kronos (Χρόνος = vrijeme), a ne bog Kronos, iz njega su potekli voda, zemlja, zrak i vatra. Po svemu sudeći, njega mitski sukob između Kronosa i Urana (oca i sina) nije interesirao i on to nije izgleda nije ni opisao. Kronos i Zas bore se protiv Ofiona (čovjeka-zmije), a Zas svoju pobjedu slavi tako da plete ogrtač za Htoniju, koja se pretvara u Geju (površinu zemlje).
I u Ferekidovom dijelu još uvijek ima dosta mitološke kozmogonije, koja svoje porijeklo vuče iz sumerskih, babilonskih i feničanskih priča, ali i puno filozofskih ideja jonskih kozmologa. Njegov pripovjedački stil je jednostavan: priča teče u jednolikom prezentu, a priče su prožete ponavljanjima.
Glavni Ferekidov doprinos presokratskoj filozofskoj misli sastoji se u tome što je poricao mogućnost nastanka nečega iz ničega (creatio ex nihilo), potom što je tvrdio da je kozmos nastao sam iz sebe, i što je držao da su prva prapočela vječna. I Ferekid, slijedeći jonske kozmologe, kao prapočelo svega i nastanka svijeta uzima vječne elemente, i to u određenom broju. Međutim, za razliku od neodređenosti o prapočelu (arhé) između duha i materije koja postoji kod Homerovih i Heziodovih bogova, odnosno materijalizma miletskih filozofa, Ferekid vrlo oštro ocrtava dualizam duha i materije: po njemu su prvo postojala duhovna bića (Zas, Kronos i drugi), a iz njih je nastao duhovni plamen. Istodobno on je ocrtao i svojevrsni etički dualizam između - dobra i zla.
Ciceron a kasnije i Sveti Augustin drže da je Ferekid bio prvi koji je jasno iznio učenje o besmrtnosti duše. Diogen Laertije piše da su Ferekida mnogi držali za Pitagorinog učitelja, preko njega znamo da je Ferekid bio držan za jednog od sedam mudraca po nekim inačicama tog izbora.

### Astronomija
Pored pisanja, Ferekid je bio poznat i po tome što je projektirao heliotropion (sunčani sat) na svom otoku Sirosu, te kasnije na Samosu, pomoću njega mogao je ne samo odrediti podne, već i geografsku širinu te predvidjeti pomrčine mjeseca i sunca.
- Ferekida ne treba brkati sa znatno mlađim Ferekidom iz Lerosa mitografom i logografom.

## Vanjske poveznice
- Giannis Stamatellos: Ferekid sa Sirosa (engl.)